# OMOTENASHI
OMOTENASHI (Outstanding MOon exploration TEchnologies demonstrated by NAno Semi-Hard Impactor) va ser una petita nau espacial i un aterratge semidur del format 6U CubeSat destinat a demostrar tecnologia de baix cost per aterrar i explorar la superfície lunar. El CubeSat havia de prendre mesures de l'entorn de radiació prop de la Lluna així com a la superfície lunar. Omotenashi és una paraula japonesa per "benvinguda" o "hospitalitat".El terme japonès omotenashi (お持て成し) significa "hospitalitat".
OMOTENASHI va ser un dels deu CubeSats llançats amb la missió Artemis I a una òrbita heliocèntrica a l'espai cislunar en el vol inaugural del sistema de llançament espacial (SLS), que va tenir lloc el 16 de novembre de 2022.
Després del desplegament des de la segona etapa Artemis I, JAXA va informar de comunicacions inestables amb la nau espacial. El 21 de novembre de 2022, un missatge de Twitter enviat per JAXA va informar que s'havien acabat els intents posteriors de comunicar-se amb l'aterrador, que estava programat per començar les seves seqüències d'aterratge aquell dia.

## Visió general
La missió d'OMOTENASHI era l'aterratge lunar més petit fins aleshores a la superfície lunar per demostrar la viabilitat del maquinari per al sistema d'exploració sinèrgica distribuïda amb exploració multipunt. Un cop a la superfície lunar, es va planificar l'aterratge OMOTENASHI per observar l'entorn de radiació de la superfície lunar. L'orbitador i l'aterratge OMOTENASHI van ser dissenyats per l'Agència d'Exploració Aeroespacial del Japó ( JAXA). Era un CubeSat 6U que mesurava 10 cm × 20 cm × 30 cm i tenia una massa de 14 kg (31 lb). L'investigador principal va ser Tatsuaki Hashimoto de JAXA. La nau espacial comptava amb dos panells solars fixats al cos i bateries d'ions de liti. Després de mesurar l'entorn de radiació a mesura que s'acostava a la Lluna, es va planificar el mòdul d'aterratge d'OMOTENASHI per realitzar un aterratge semidur a la superfície lunar.

## Vol
JAXA va anunciar que OMOTENASHI s'havia separat amb èxit de l'interetapa ICPS uns 90 minuts després del llançament. Tanmateix, a partir del 17 de novembre de 2022, la nau espacial encara no havia aconseguit l'adquisició del Sol i la comunicació era inestable. JAXA va continuar les operacions per "estabilitzar l'actitud, assegurar el poder i establir la comunicació", però després de no poder restablir les operacions, van abandonar els intents de recuperació el 22 de novembre  Els informes indiquen que la pèrdua es va deure al fracàs de les cèl·lules solars per apuntar cap al Sol. La propera vegada que estarien mirant cap al Sol va ser el març de 2023. L'equip està considerant operacions de recuperació si són capaços de restablir el contacte amb la nau espacial.

## Càrrega útil
La càrrega científica de l'aterrador consistia en un monitor de radiació i un acceleròmetre.

## Propulsió i aterratge proposat
OMOTENASHI havia d'utilitzar un propulsor de gas fred per entrar en una òrbita d'impacte lunar i un motor de coet sòlid per a la fase d'aterratge. Les fases d'entrada i aterratge s'haurien informat mitjançant l'ús d'un radar Doppler bidireccional de banda X. Es va planificar que el mòdul en òrbita entrés a un angle de trajecte de vol poc profund de ≤7° i s'expulsés quan la cremada del coet sòlid comenci la maniobra de desacceleració. El coet s'hauria encès amb un làser. Després de la cremada del coet de desacceleració que estava previst que durés entre 15 i 20 segons, l'aterratge d'OMOTENASHI hauria expulsat el retrocoet, experimentant una caiguda lliure d'uns 100 m. Just abans de l'impacte, es preveia que l'aterrador desplegaria un únic airbag d'uns 50 cm de diàmetre per minimitzar l'impacte, estimat en 20–30 m/s.